# Национальный совет Бутана
Национальный совет является верхней палатой нового двухпалатного Парламента Бутана, в который также входят король Бутана и Национальная ассамблея. 20 членов первого состава Национального совета были избраны во время первых национальных выборов 31 декабря 2007 года и 29 января 2008 года.

## Члены Национального совета
Национальный совет состоит из 25 членов. 20 членов избираются гражданами 20-ти дзонгкхагов, остальных назначает король. Члены Национального совета не могут состоять ни в какой политической партии и должны иметь высшее образование.

## История
Выборы в Национальный совет Бутана, верхнюю палату нового двухпалатного парламента Бутана, впервые состоялись 31 декабря 2007 года, хотя первоначально были запланированы на 26 декабря 2007 года.
Члены первого Национального совета сравнительно молоды. Многие из них моложе 40 лет. Это связано с тем, что в совет могут входить только лица с высшим образованием, которое стало доступно в Бутане не так давно.
Основная статья: Выборы в Национальный совет Бутана (2018)
Основная статья: Выборы в Национальный совет Бутана (2023)